# Michauxia s.l.n.d.
Michauxia s.l.n.d. (abreviado Michauxia) es un libro con ilustraciones y descripciones botánicas que fue escrito por el magistrado francés del siglo XVIII, y  apasionado botánico Charles Louis L'Héritier de Brutelle y publicado en París en dos ediciones en el año 1788.